# If U Seek Amy
«If U Seek Amy» es una canción dance pop interpretada por la cantante estadounidense Britney Spears e incluida originalmente en su sexto álbum de estudio, Circus (2008). Max Martin compuso el tema junto con Savan Kotecha, Alexander Kronlund y Shellback, y lo produjo en solitario, años después de crear sencillos como «...Baby One More Time» (1998). La letra se basa en la búsqueda de una chica llamada Amy en una discoteca e incorpora fonemas que pueden ser confundidos con el deletreo del verbo «fuck», con lo que genera el título implícito «F-U-C-K Me» —«Fóllame» (en Hispanoamérica, «Cógeme») —. Entre marzo y mayo de 2009, Jive Records lanzó el tema como tercer sencillo de Circus, luego de que los seguidores lo escogieran en una votación.
Spears rodó el video musical del sencillo bajo la dirección de Jake Nava, quien en 2004 dirigió su clip de «My Prerogative». Las escenas iniciales y finales de «If U Seek Amy» parodian un reportaje hecho por Megyn Kelly para America's Newsroom. La línea de historia muestra a Spears en medio de una fiesta sexual que realiza en su hogar. Hacia el desenlace, la cantante se viste como ama de casa de apariencia conservadora y se reúne con su esposo y sus hijos en el antejardín, mientras un grupo de paparazzi los fotografían. Como parte de su recepción, Daniel Kreps de la revista Rolling Stone comparó el video a la película Eyes Wide Shut (1999) y James Montgomery de MTV lo catalogó como una reminiscencia con elementos de varios clips anteriores de la cantante, tales como «...Baby One More Time», «I'm a Slave 4 U» (2001) y «Piece of Me» (2007).
En términos generales, los críticos catalogaron a «If U Seek Amy» como uno de los temas más sobresalientes de Circus, pese a que el doble sentido de su letra generó controversias. Respecto a lo último, el Parents Television Council (PTC) amenazó con presentar quejas por indecencia contra cualquier estación de radio que transmitiera el tema durante el día. En respuesta, algunas estaciones utilizaron una versión editada titulada «If U See Amy», la que omite el deletreo de la palabra «fuck». Aun así, el sencillo figuró entre los veinte primeros éxitos semanales en mercados como Canadá, Irlanda, el Reino Unido y Australia, países donde la BPI y la ARIA lo certificaron disco de plata y de oro, respectivamente. En Estados Unidos, alcanzó la decimonovena posición de la lista Billboard Hot 100, se convirtió en el tercer top 20 de Circus y vendió más de 1,3 millones de descargas. Por su parte, la cantante presentó el tema en las giras The Circus Starring: Britney Spears (2009) y Femme Fatale Tour (2011), además la incluyó en su residencia en Las Vegas, titula Britney: Piece Of Me (2016).

## Antecedentes

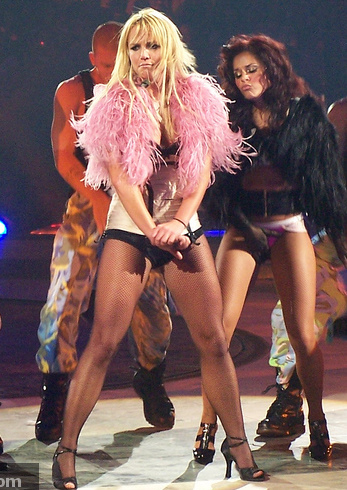
La cantante y sus bailarines durante la presentación de «If U Seek Amy», en el espectáculo de Greensboro de la gira The Circus Starring: Britney Spears (2009).

Los compositores de «If U Seek Amy» fueron Shellback, Savan Kotecha, Alexander Kronlund y Max Martin, quien también fue su productor. Varios años antes, él compuso y produjo parte importante de los tres primeros álbumes de la cantante: ...Baby One More Time (1999), Oops!... I Did It Again (2000) y Britney (2001). Mientras Spears grabó la canción en los Conway Recording Studios y en los Sunset Studios, en Hollywood, Kinnda y Max Martin grabaron los coros en los Maratone Studios, en Estocolmo, y Serban Ghenea mezcló las voces y la música en los MixStar Studios, en Virginia.
El 5 de diciembre de 2008, el sitio oficial de la cantante abrió una encuesta para que los seguidores escogieran el tercer sencillo de Circus. El 7 de enero de 2009, anunció que «If U Seek Amy» ganó con el 26% de los votos, luego de superar a «Kill the Lights» y «Out from Under», los que obtuvieron el 16% y el 15%, respectivamente. Así, entre marzo y mayo de aquel año, Jive Records lanzó el tema como tercer sencillo del álbum, acompañado de remezclas de pinchadiscos como Bimbo Jones, Junior Vasquez y Crookers. A finales del mismo año, el sello lo incluyó en el segundo álbum recopilatorio de la cantante, The Singles Collection. En 2011, RCA Records incorporó la versión de U-Tern en el segundo álbum de remezclas de Spears, B in the Mix: The Remixes Vol. 2.

## Composición
«If U Seek Amy» es una canción dance pop, con influencias del electropop y uso de sintetizadores. Cuenta con un ritmo bailable y contempla varios instrumentos, tales como teclados, bombos, guitarras eléctricas y timbales. Según una partitura publicada en Musicnotes, presenta un tempo de 130 pulsaciones por minuto, está compuesta en la tonalidad la menor y el registro vocal de la cantante se extiende desde la nota sol3 hasta la nota re5. En la letra, Spears busca en una discoteca a una mujer llamada Amy, la que Julia Cox de Emory Whee sugirió que podría tratarse de un alter ego de la cantante y Neil McCormick de The Daily Telegraph señaló que podría referirse a la imagen distorsionada que tenían los británicos sobre Amy Winehouse.
Mientras los versos finalizan con el enganche de risas burlonas «Hahahehehahaho», el estribillo comienza con la línea: «Love me, hate me, say what you want about me» —«Ámame, ódiame, di lo que quieras sobre mí»—, que hace referencia a la percepción y a la fascinación del público con la vida de la cantante. El estribillo también cuenta con un doble sentido en la línea: «All of the boys and all of the girls are begging to if you seek Amy», cuyos fonemas pueden ser interpretados como: «All of the boys and all of the girls are begging to F-U-C-K me» —«Todos los chicos y todas las chicas están pidiendo que me folles»—. Gil Kaufman de MTV comparó la línea al título del álbum For Unlawful Carnal Knowledge de Van Halen (1991), mientras que Jesse Shieldlower de Slate.com la citó de similar a una parte de la novela Ulises de James Joyce (1922).

## Recepción crítica
En términos generales, «If U Seek Amy» contó con una buena recepción crítica. Chris Williams de Billboard la catalogó como «otra rebanada de atractivo sexual indiscutible del pop» y señaló: «El tema es Max Martin y Spears en su mejor momento: un ritmo golpeado de pista de baile construido con insistentes sintetizadores y con la cantante sonando como si fuera la chica mala que está a punto de explotar». Caryn Ganz de Rolling Stone lo citó como uno de los temas sobresalientes de Circus. Alexis Pretridis de The Guardian señaló que «If U Seek Amy» es más un juego de palabras que una canción, pero que cuando la cantante interpreta el estribillo, genera un disfrute notablemente ausente en otras pistas del álbum. Joey Guerra de Houston Chronicle señaló que Circus verdaderamente brilla cuando Spears adopta personajes agresivos como el de «If U Seek Amy». Julia Cox de Emory Wheel lo catalogó como el tema más fuerte y menos ortodoxo del mismo. Ricardo Baca del periódico The Denver Post la llamó «la canción más escandalosa de Circus».
| «Puede ser fácil adoptar una actitud desdeñosa hacia "If U Seek Amy" y hacia el esfuerzo evidente de ofender y meter un dedo en el ojo a quienes critican a la cantante. Sin embargo, la canción es difícil de ignorar. Al igual que con "Piece of Me", con "If U Seek Amy" Spears llega hasta tal punto, que lo absurdo de quienes la acosan, podría superar, definitivamente, los escándalos que protagoniza.» —Bill Lamb de About.com escribió en su reseña. |

No obstante, el tema también recibió críticas negativas. Stephen Thomas Erlewine de Allmusic lo catalogó como «un ejercicio de carnalidad comercial burda, al estilo de Katy Perry», y sostuvo que es la mejor y la peor canción de Circus: mejor, por la unión de Spears y Max Martin, y peor, porque la sexualidad de la cantante nunca había sido tan explícita. Chris Willman de Entertainment Weekly la llamó «pueril» y comentó que sería sensación en la escuela media. The Independent la llamó «burda» y señaló: «La canción completa es simplemente una excusa para que Spears cante "All of the boys and all of the girls want to F-U-C-K me"», lo que catalogó igual de barato que sus escándalos sensacionalistas. Mark Savage de BBC catalogó dicha frase como algo increíblemente obsceno y como un intento desesperado por sorprender por parte de Spears. NME lo nombró uno de los temas más sucios de todos los tiempos.
Asimismo, Mayer Nissim de Digital Spy señaló que, en términos musicales, «If U Seek Amy» es una de las mejores canciones de Circus, pese a que el doble sentido de su estribillo no es coherente con la letra circundante. Bill Lamb de About.com sostuvo que «representa un beso inteligente de despedida para los críticos» y que su estructura musical es sencilla, pero sólida.

## Controversias
Tras el lanzamiento de Circus, el tema se vio involucrado en una controversia que el sitio Undercover.com.au reportó en diciembre de 2008. Al respecto, Leonie Barsenbach, ama de casa de Sídney, señaló: «Me quedé completamente asombrada y desconcertada cuando escuché a mis hijos de 5 y 7 años de edad, cantando por la casa "F-U-C-K". Cuando les pregunté de qué se trataba, me dijeron que era Britney Spears. Me quedé horrorizada. Les tengo el álbum Circus, pero no tenía ninguna advertencia sobre el tema. Es extremadamente ofensivo. Me siento engañada».  En respuesta, Daniel Kreps de Rolling Stone defendió a la cantante, al señalar que los padres deberían estar al tanto sobre el contenido de sus temas.
Posteriormente, tras ser anunciado como tercer sencillo de Circus, las estaciones de radio estadounidenses estaban inseguras de reproducirlo, dado el doble sentido de su letra. Los directores de programación de las estaciones Z100 y KIIS-FM compararon la situación a la que generó «Don't Phunk with My Heart» de The Black Eyed Peas (2005), cuya palabra «phunk» puede ser confundida fonéticamente con «fuck». En aquel entonces, el hecho llevó a que «phunk» fuera sustituida por el verbo «mess». Respecto a «If U Seek Amy», el director de programación de la estación Q102, Patti Marshall, sostuvo: «Está bien poner un tema como este en un álbum y divertirse con él, pero su reproducción radial se relaciona con la propiedad pública. No se trata de nosotros. Se trata de la madre en la camioneta con su hijo de 8 años de edad». Dándole una solución al problema, Tommy Chuck de la estación WFLZ señaló que la radio produjo su propia versión de la canción, la que sustituyó la palabra «seek» por «see», y a la que los pinchadiscos se refirieron como «If U See Amy» —«Si ves a Amy»—.
| «No hay malinterpretación de la letra de esta canción y, sin duda, no se trata sobre una chica llamada Amy. Una cosa es que una canción con este tipo de letras se incluya en un álbum para que los seguidores que quieran escucharla pueden hacerlo, pero es una cuestión totalmente diferente cuando se reproduce al público, especialmente en un horario en que niños se encuentran probablemente entre la audiencia». —Tim Winter, Presidente del Parents Television Council (PTC), señaló sobre la transmisión radial de «If U Seek Amy». |

Poco después, el Parents Television Council (PTC) amenazó con presentar quejas por indecencia frente a la Comisión Federal de Comunicaciones (FCC), en contra de cualquier estación que transmitiera el tema entre las 6 a. m. y las 10 p. m.. Al respecto, el sitio RBR.com reportó: «Curiosamente, Circus fue revisado por Common Sense Media, otra organización cuya misión es ayudar a los padres a controlar el consumo de sus hijos. El reporte consideró que el álbum es adecuado para mayores de 13 años, pero no hizo ninguna mención específica sobre "If U Seek Amy". Aún más interesante es que el presunto Presidente entrante de la FCC, Julius Genachowski, es un miembro fundador de Common Sense Media». En el mismo periodo, las amenazas del PTC se extendieron a los canales de música por cable que transmitían el video del tema, pese a que dichos canales no son controlados por la FCC.
En enero de 2009, el vicepresidente Senior de Programación de Clear Channel Radio, Tom Poleman, anunció que la compañía transmitiría una versión editada del tema. Al respecto, David Hinckley de Daily News aclaró: «Clear Channel Radio, que despidió al 9% de su personal esta semana, no se encuentra en condiciones de financiar una lucha contra la FCC en estos momentos». Finalmente, la edición «If U See Amy» se lanzó en el mismo mes en las estaciones de radio estadounidenses y en mayo en las británicas. Aunque en Australia no se realizó un cambio de título oficial, algunas estaciones del país, tales como las pertenecientes al Austereo Radio Network, también adoptaron la edición censurada. A nivel internacional, tanto el sencillo como el video se lanzaron sin censura bajo el título «If U Seek Amy».

## Video musical

### Rodaje

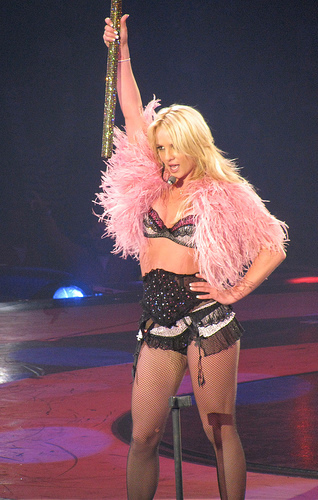
La cantante interpretando «If U Seek Amy», en uno de los noventa y siete espectáculos de The Circus Starring: Britney Spears (2009), una de las giras más exitosas de la década, con una recaudación estimada en $131 800 000.

Spears rodó el video musical de «If U Seek Amy» el 7 de febrero de 2009, en una casa evaluada en $4 000 000 del barrio conservador Pacific Palisades, en California. La dirección estuvo a cargo del británico Jake Nava, quien en 2004 dirigió el clip de «My Prerogative» de la cantante. David Thomas estilizó a Spears para el rodaje. Para las primeras escenas, la cantante vistió leggins de la marca American Apparel y un corsé negro con agujeros con forma de diamantes, creado por el diseñador londinense de ropa interior Bordelle. También vistió zapatos rojos de tacón alto con pétalos, de la marca Louboutins, los que no estuvieron disponibles en el mercado hasta un mes después del estreno. Para las escenas de ama de casa, usó una falda blanca de Derek Lam, una camisa de polo de Lacoste y, amarrado al cuello, un suéter de color rosa pálido.

### Sinopsis
El video comienza con una presentadora de noticias —interpretada por la actriz Kristina Mitchell— que pronuncia el título del sencillo, acompañada por el titular «Letra de canción de Britney Spears deletra obscenidad encubierta». Dichas escenas corresponden a una parodia de un reporte hecho por la periodista Megyn Kelly, para el programa de noticias America's Newsroom. Las escenas siguientes recorren el interior de la habitación de una casa conservadora, donde acaba de terminar una fiesta de sexo. Mientras el resto se viste, Spears comienza a cantar, sentada en el borde de una cama. En seguida se levanta, mira por la ventana y, hacia el fin del primer verso, recoge una braga del suelo, recordando cuando los paparazzi la fotografiaron sin ropa interior, lo que también aludió el video de «Piece of Me» (2007). Durante el primer estribillo, la cantante realiza una coreografía en una oficina escasamente iluminada de la casa, rodeada por varios bailarines semidesnudos. En el mismo lugar interpreta el segundo verso, mientras se mueve sugestivamente, estando de pie y sobre un escritorio. Durante el segundo estribillo baila con cuatro porristas en la sala, donde varios hombres la observan.
Finalizado lo anterior, la pantalla se desvanece y Spears comienza a vestirse como ama de casa conservadora de los años 50. Cuando el estribillo comienza de nuevo, la cantante sale del dormitorio y baja las escaleras de la casa, rodeada por varios bailarines que bailan a su alrededor. Una vez en el primer piso, toma un pastel de la mesa del comedor. Con él sale por la puerta principal de la casa y se une a su marido, de aspecto conservador, y a sus dos pequeños hijos colegiales, un niño y una niña; vestidos con el uniforme del video de «...Baby One More Time» (1998). A medida que avanza hacia la salida del antejardín, la familia es rodeada por varios paparazzi, quienes no tienen idea de lo que sucede al interior. Mientras el marido y los niños los saludan, Spears les sonríe y les lanza un beso con el pastel en la mano. El video finaliza con la presentadora de noticias diciendo: «No tiene ningún sentido, ¿verdad?».

### Estreno y recepción
El 12 de marzo de 2009, el sitio web de Virgin Mobile y los sitios oficiales de Spears estrenaron el video. En su reseña, James Montgomery de MTV sostuvo que la cantante se las arregló para combinar elementos de varios de sus clips anteriores, como la actitud de «Stronger» (2000) y el estilo de «Everytime» (2004). El editor también catalogó al video como «una amalgama bastante sorprendente de todas las cosas Brit» y como «una cartilla agradable de toda su carrera». Por otro lado, Daniel Kreps de Rolling Stone comparó la fiesta sexual con la película Eyes Wide Shut (1999) y Chris Johnson del Daily Mail relacionó el estilo de ama de casa a uno de los estilos que la cantante lució en un comercial de 2001 de Pepsi. En un tono más crítico, Leah Greenblatt de Entertainment Weekly señaló: «Aunque es un poco difícil saber el verdadero significado que hasta un fiel auditor le puede dar a la canción, el video en sí es bastante manso... también es casi decepcionante». El editor además comparó el peinado de ama de casa al de Marilyn Monroe. Posteriormente, el 25 de octubre de 2009, Jive Records publicó el clip en el canal de YouTube de la cantante, donde recibió ciento catorce millones de reproducciones hasta julio de 2021.

## Rendimiento comercial
En América del Norte, «If U Seek Amy» ingresó a las listas antes de ser lanzado como sencillo, según la edición del 20 de diciembre de 2008 de Billboard. Ello se debió a las ventas digitales que experimentó al encontrarse disponible como descarga de Circus. Tras ser lanzado, el tema reingresó a la lista Billboard Hot 100 de Estados Unidos y registró varios ascensos consecutivos con el respaldo de sus ventas digitales. Según la edición del 9 de mayo de 2009, el hecho le llevó a alcanzar la décima novena posición y a convertir a Circus en el segundo álbum de la cantante que generó tres top 20 en la Billboard Hot 100, después de ...Baby One More Time (1999), el que lo hizo alrededor de nueve años antes. Paralelamente, el tema alcanzó el octavo puesto en la lista radial Pop Songs y figuró entre los veinte primeros lugares en los conteos Digital Songs, Radio Songs y Dance/Club Play Songs. Todo ello contribuyó a que se convirtiera en uno de los ochenta sencillos más exitosos de 2009 y, hasta septiembre de 2013, en el decimocuarto lanzamiento más exitoso de Spears en la Billboard Hot 100. También se convirtió en su décimo tema más vendidos en formato digital, según Nielsen SoundScan, luego de comercializar 1 300 000 descargas en el país, hasta julio de 2016. Por otro lado, en Canadá, alcanzó la décima tercera posición de la lista Canadian Hot 100, según la edición del 4 de abril de 2009, y figuró como el tema número sesenta y ocho más exitoso del año.

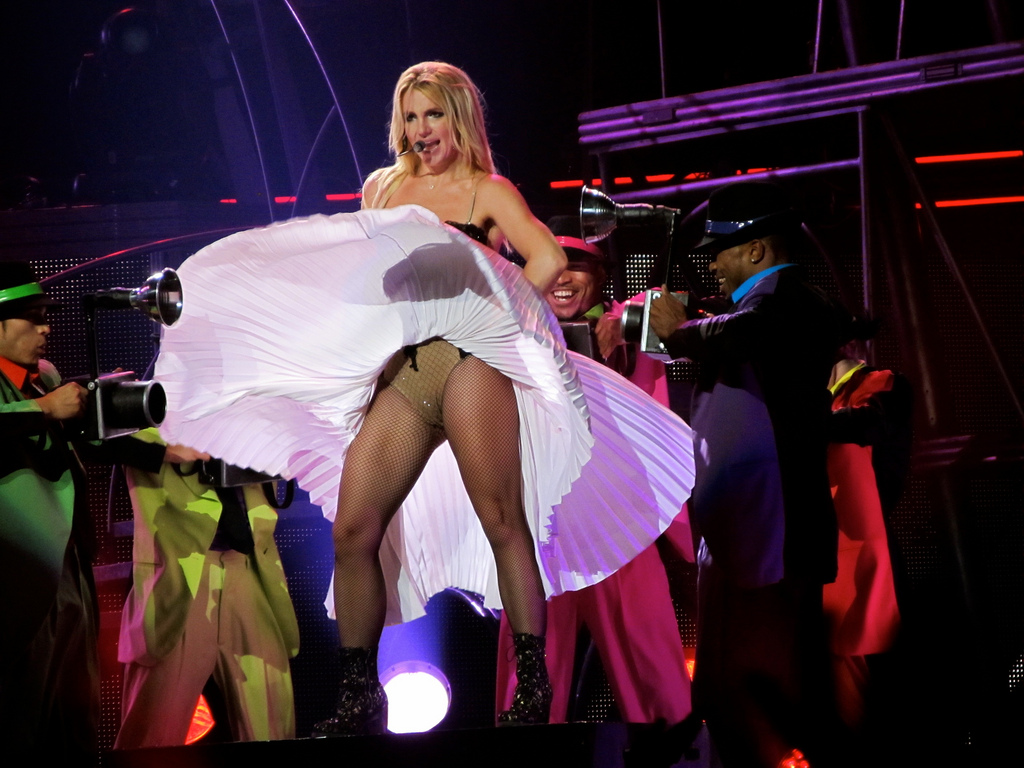
La cantante interpretando el tema en el Femme Fatale Tour (2011).

En Europa, alcanzó la cuadragésima cuarta posición de la lista European Hot 100, en la que figuró durante diez semanas. Uno de sus mayores logros comerciales lo registró en la Región Valona de Bélgica, donde se convirtió en el decimoquinto top 10 de la cantante. Asimismo, figuró entre los veinte primeros éxitos semanales en mercados como Irlanda, el Reino Unido, Suecia y la Región Flamenca; y entre los cuarenta primeros en otros como Alemania, Austria y Dinamarca; siendo top 100 anual en varios países, tales como Francia, donde SNEP lo ubicó número noventa y uno en su recuento del año. Según The Official UK Charts Company, el sencillo alcanzó la vigésima posición en la edición del 16 de mayo de 2009 de la principal lista del Reino Unido, UK Singles Chart, y fue el tema número ciento setenta y dos más exitoso del año en el estado británico. En 2021, la BPI le otorgó la certificación de disco de plata tras vender 200 000 copias, siendo el tercer sencillo de Circus en recibir dicha certificación después de sus antecesores.
En Oceanía, figuró entre los veinte primeros éxitos semanales en Australia y Nueva Zelanda. De manera particular, en Australia, alcanzó la undécima posición, según la edición del 30 de marzo de 2009 de ARIA Charts. Posteriormente, figuró como el tema número noventa y siete más exitoso del año en el país y la ARIA lo certificó disco de oro, tras vender 35 000 copias.

## Presentaciones

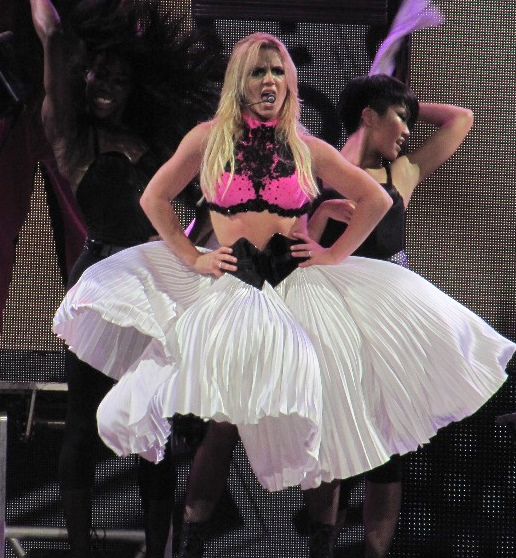
Britney Spears interpretando «If U Seek Amy», en uno de los ochenta espectáculos del Femme Fatale Tour, la undécima gira más recaudadora de 2011.

Spears presentó «If U Seek Amy» en dos giras internacionales. La primera fue The Circus Starring: Britney Spears (2009), donde incluyó el tema en el segundo acto, House of Fun (Anything Goes), como sucesor del número de «Boys». La interpretación comenzaba cuando la cantante, rodeada de bailarines ataviados como reclutas, se quitaba una chaqueta de estilo militar y se ponía un chaleco rosado de piel sintética. Hacia el desenlace, tomaba un martillo gigante de color rosa y comenzaba a utilizarlo para golpear en la cabeza a cuatro bailarines que se asomaban al escenario a través de plataformas móviles, de modo similar a un juego Whac-A-Mole. En su reseña, Jerry Shriver de USA Today sostuvo que el número se basó en «un enorme canto en multitud, que se desarrollaba mientras la cantante sacudía su larga melena rubia».
Posteriormente, presentó «If U Seek Amy» en el Femme Fatale Tour (2011), donde lo incluyó en el segundo acto, Sweet Seduction. Tras el número de «Lace and Leather», la cantante interpretaba una versión jazz del tema, donde vistió una falda blanca y se paró sobre plataformas con ventiladores, a modo de reminiscencia de Marilyn Monroe en The Seven Year Itch (1955). Mientras tanto, las pantallas mostraban escenas en blanco y negro que simulaban una película de delincuencia de los años 40 y los bailarines le sacaban cuantiosas fotografías, ataviados con coloridos trajes de paparazzi de la época. El número contó con una buena recepción. Rick Florino de Artistdirect sostuvo: «Casar una cuota detectivesca de la vieja escuela con himnos del tamaño de un estadio es algo que ninguna estrella del pop ha hecho. Una vez más, Britney es la primera». Por otro lado, Nicki Escudero de Phoenix New Times opinó que fue «agradable» escuchar versiones remezcladas de los mayores éxitos de la cantante, «como la amistosa remezcla jazz de "If U Seek Amy", la bochornosa y medioriental remezcla de "Boys", y la acelerada remezcla de "Toxic"». Posteriormente, los espectáculos de Toronto aparecieron en el DVD Britney Spears Live: The Femme Fatale Tour (2011).
En febrero de 2016 la canción fue añadida al repertorio del espectáculo de la cantante en Las Vegas, donde tras dos años de residencia decidió renovar el show, dando lugar a que el sencillo fuese incluido en Britney: Piece Of Me.

## Formatos
| Sencillo en CD |                                     |          |  |
| N.º            | Título                              | Duración |  |
| 1.             | «If U Seek Amy»                     | 3:37     |  |
| 2.             | «Circus» (Joe Bermúdez Radio Remix) | 3:41     |  |

| Maxisencillo |                                           |          |  |
| N.º          | Título                                    | Duración |  |
| 1.           | «If U Seek Amy»                           | 3:37     |  |
| 2.           | «If U Seek Amy» (Bimbo Jones Radio Remix) | 2:57     |  |
| 3.           | «If U Seek Amy» (Crookers Remix)          | 4:29     |  |
| 4.           | «If U Seek Amy» (U-Tern Remix)            | 6:10     |  |
| 5.           | «If U Seek Amy» (Video Enhancement)       |          |  |

| EP  |                                                       |          |  |
| N.º | Título                                                | Duración |  |
| 1.  | «If U See Amy» (Crookers Remix)                       | 4:29     |  |
| 2.  | «If U Seek Amy» (Mike Rizzo Funk Generation Club Mix) | 7:52     |  |
| 3.  | «If U Seek Amy» (Weird Tapes Club Mix)                | 5:14     |  |
| 4.  | «If U Seek Amy» (Junior Vasquez Big Boom Mix)         | 9:43     |  |
| 5.  | «If U Seek Amy» (U-Tern Remix)                        | 6:10     |  |
| 6.  | «If U Seek Amy» (Doug Grayson Club Mix)               | 5:18     |  |

| Descarga/Sencillo en CD de The Singles Collection (2009) |                                  |          |  |
| N.º                                                      | Título                           | Duración |  |
| 1.                                                       | «If U Seek Amy»                  | 3:35     |  |
| 2.                                                       | «If U Seek Amy» (Crookers Remix) | 4:29     |  |

## Posicionamiento en listas

### Listas semanales
| País              | Lista                 | Primera semana          | Posición debut | Mejor posición | Semanas en la mejor posición | Semanas en la lista | Última semana       | Ref.   |
| ----------------- | --------------------- | ----------------------- | -------------- | -------------- | ---------------------------- | ------------------- | ------------------- | ------ |
| América           |                       |                         |                |                |                              |                     |                     |        |
| Canadá            | Canadian Hot 100      | 20 de diciembre de 2008 | 88             | 13             | 1                            | 22                  | 4 de julio de 2009  | [ 60 ] |
| Estados Unidos    | Billboard Hot 100     | 20 de diciembre de 2008 | 86             | 19             | 1                            | 20                  | 11 de julio de 2009 | [ 81 ] |
| Estados Unidos    | Digital Songs         | 20 de diciembre de 2008 | 39             | 17             | 1                            | 20                  | 27 de junio de 2009 | [ 81 ] |
| Estados Unidos    | Pop Songs             | 7 de marzo de 2009      | 40             | 8              | 1                            | 20                  | 18 de julio de 2009 | [ 81 ] |
| Estados Unidos    | Radio Songs           | 28 de marzo de 2009     | 65             | 18             | 3                            | 16                  | 11 de julio de 2009 | [ 81 ] |
| Estados Unidos    | Dance/Club Play Songs | 25 de abril de 2009     | 45             | 16             | 1                            | 12                  | 11 de julio de 2009 | [ 81 ] |
| Estados Unidos    | Singles Sales         | 20 de junio de 2009     | 7              | 7              | 1                            | 4                   | 11 de julio de 2009 | [ 82 ] |
| Europa            |                       |                         |                |                |                              |                     |                     |        |
| Alemania          | Top 100 canciones     | 13 de junio de 2009     | 36             | 36             | 1                            | 8                   | 1 de agosto de 2009 | [ 63 ] |
| Austria           | Top 75 canciones      | 12 de junio de 2009     | 34             | 34             | 1                            | 4                   | 3 de julio de 2009  | [ 83 ] |
| Bélgica (Flandes) | Top 50 canciones      | 2 de mayo de 2009       | 44             | 16             | 1                            | 11                  | 11 de julio de 2009 | [ 84 ] |
| Bélgica (Valonia) | Top 50 canciones      | 25 de abril de 2009     | 35             | 8              | 1                            | 14                  | 25 de julio de 2009 | [ 62 ] |
| Chequia           | Top 100 canciones     | 11 de abril de 2009     | 99             | 39             | 1                            | 8                   | 20 de junio de 2009 | [ 85 ] |
| Dinamarca         | Top 40 canciones      | 10 de abril de 2009     | 40             | 23             | 1                            | 12                  | 26 de junio de 2009 | [ 86 ] |
| Eslovaquia        | Top 100 canciones     | 21 de marzo de 2009     | 49             | 16             | 1                            | 14                  | 20 de junio de 2009 | [ 87 ] |
| Irlanda           | Top 50 canciones      | 2 de abril de 2009      | 20             | 11             | 2                            | 11                  | 11 de junio de 2009 | [ 63 ] |
| Países Bajos      | Top 100 canciones     | 11 de abril de 2009     | 63             | 63             | 1                            | 4                   | 2 de mayo de 2009   | [ 88 ] |
| Reino Unido       | Top 75 canciones      | 5 de abril de 2009      | 45             | 20             | 1                            | 11                  | 14 de junio de 2009 | [ 63 ] |
| Suecia            | Top 60 canciones      | 27 de marzo de 2009     | 44             | 13             | 2                            | 14                  | 26 de junio de 2009 | [ 89 ] |
| Suiza             | Top 100 canciones     | 14 de junio de 2009     | 61             | 61             | 1                            | 4                   | 5 de julio de 2009  | [ 90 ] |
| Europa            | European Hot 100      | 25 de abril de 2009     | 59             | 44             | 1                            | 10                  | 27 de junio de 2009 | [ 61 ] |
| Oceanía           |                       |                         |                |                |                              |                     |                     |        |
| Australia         | Top 50 canciones      | 22 de febrero de 2009   | 49             | 11             | 1                            | 14                  | 24 de mayo de 2009  | [ 67 ] |
| Nueva Zelanda     | Top 40 canciones      | 16 de marzo de 2009     | 38             | 17             | 1                            | 6                   | 20 de abril de 2009 | [ 91 ] |

### Listas de fin de año
| País              | Lista             | Año  | Posición | Ref.   |
| ----------------- | ----------------- | ---- | -------- | ------ |
| América           |                   |      |          |        |
| Canadá            | Canadian Hot 100  | 2009 | 68       | [ 92 ] |
| Estados Unidos    | Billboard Hot 100 | 2009 | 74       | [ 93 ] |
| Europa            |                   |      |          |        |
| Bélgica (Valonia) | Top 100 canciones | 2009 | 65       | [ 94 ] |
| Francia           | Top 100 canciones | 2009 | 91       | [ 64 ] |
| Reino Unido       | Top 200 canciones | 2009 | 172      | [ 65 ] |
| Suecia            | Top 100 canciones | 2009 | 71       | [ 95 ] |
| Oceanía           |                   |      |          |        |
| Australia         | Top 100 canciones | 2009 | 97       | [ 96 ] |

## Certificaciones
| América del Norte |      |      |                        |         |        |
| Estados Unidos    | RIAA | 2023 | Doble disco de platino | 2 000   | [ 97 ] |
| Europa            |      |      |                        |         |        |
| Reino Unido       | BPI  | 2021 | Disco de plata         | 200 000 | [ 66 ] |
| Oceanía           |      |      |                        |         |        |
| Australia         | ARIA | 2009 | Disco de oro           | 35 000  | [ 68 ] |

## Créditos
- Grabación — Seth Waldmann
- Mezcla — Serban Ghenea
- Producción — Max Martin
- Ingeniería (Ingeniería de Pro Tools Adicional & Asistencia) — Tim Roberts
- Ingeniería (Ingeniería de Pro Tools Adicional) — John Hanes
- Grabación (Grabación Adicional & Asistencia) — Eric Eylands
- Programación — Max Martin & Shellback
- Composición — Alexander Kronlund, Max Martin, Savan Kotecha & Shellback
- Respaldos vocales — Britney Spears, Kinnda & Max Martin

Fuente: Discogs.